# 拉姆·莫汉·罗伊

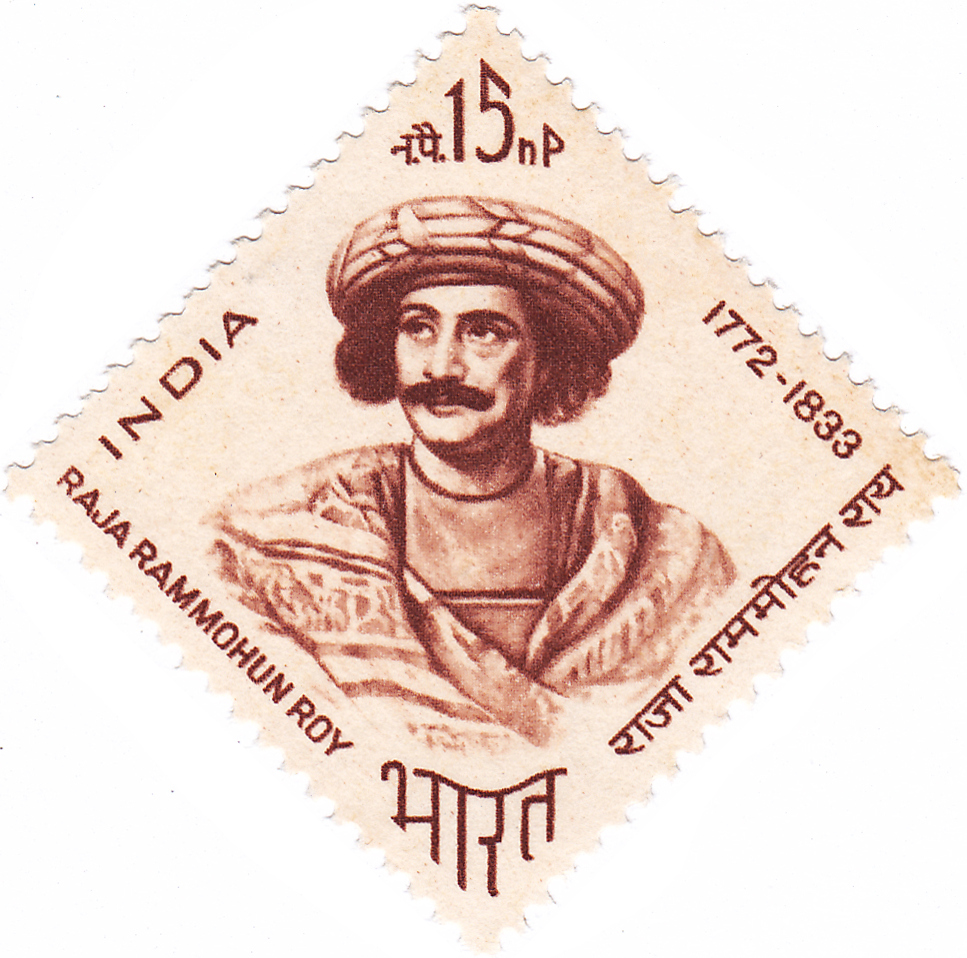
拉姆·莫汉·罗伊，1964年印度邮票

拉姆·莫汉·罗伊（1772年5月22日—1833年9月27日），印度英属时期社会改革思想家。
罗伊出生于西孟加拉的婆罗门家庭，父亲是毘湿奴派信徒，母亲来自湿婆派家庭。罗伊是学识渊博的学者，通晓梵语、波斯语、英语等多门语言。1803年起受雇于英属东印度公司，担任文官。1814年辞职，此后成为一名宗教及社会改革思想家。他受影响于一神教和人道主义思想，主张众生平等、男女平等，反对多神崇拜和偶像崇拜，主张给予女性财产继承权，革除印度社会一夫多妻、童婚、娑提（寡妇自焚殉夫）等习俗；他还主动兴办印度学院等近代教育机构，要求废除梵文教育制度。
1818年，他组织请愿运动，要求英国殖民当局废除娑提习俗，最终英国政府于1829年颁布法令，将娑提列为非法。他建立了宗教组织梵社，致力于宣传其关于印度教教义的改革思想，如反对种姓对立、教派对立，废除繁琐仪式等。1830年至1833年受莫卧儿皇帝阿克巴二世任命，担任驻英国及西方诸国使节，还被阿克巴二世封为王公。罗伊于1833年9月因脑膜炎发作，于英国布里斯托尔病逝。
由于他于近代首倡此类文化及宗教改革运动，罗伊被史学界誉为“印度文艺复兴之父” 。此外，他在文学方面也颇有造诣，被尊为“当代孟加拉文散文之父”。2004年，他在英国广播公司发起的“最伟大的孟加拉人”投票活动中名列第十位。